# Beat Grögli

Wappen von Beat Grögli

Beat Grögli (* 20. September 1970 in Wil SG) ist ein Schweizer römisch-katholischer Geistlicher und Bischof von St. Gallen sowie Apostolischer Administrator der beiden Appenzell.

## Leben
Beat Grögli ist ältester von drei Brüdern aus der Ehe von Anton und Rita Grögli-Büeler. Er besuchte die Primar- und Sekundarschule in Wil und war danach drei Jahre interner Schüler am Gymnasium Untere Waid in Mörschwil. 1991 legte er seine Matura am Gymnasium Friedberg in Gossau ab. Nach einem Praktikum in einer sozialpädagogischen Einrichtung für Kinder und Jugendliche in Luzern (1991–1992) studierte er Philosophie und Theologie an den Universitäten Freiburg (Schweiz), Wien und Innsbruck (1992–1997) sowie Psychologie an der Päpstlichen Universität Gregoriana in Rom (2003–2006).
Am 16. August 1998 empfing er durch Bischof Ivo Fürer in der St. Galler in der Kathedrale das Sakrament der Priesterweihe für das Bistum St. Gallen. Am 23. August 1998 feierte er erste Eucharistiefeier (Primiz) in Wil und war danach in St. Gallen in der Pfarrseelsorge tätig, zuerst als Vikar von 1998 bis 2003 in der Pfarrkirche St. Otmar, dann von 2006 bis 2013 Kaplan von Rotmonten-Heiligkreuz sowie in einem Teilpensum im interdiözesanen Einführungsjahr in Chur. 2013 berief ihn Bischof Markus Büchel ins Residentialkapitel und setzte ihn am Pfingstmontag 2013 als Dompfarrer ins Amt. Die Kathedrale des Bistums, die Stiftskirche St. Gallen, ist gleichzeitig die Pfarrkirche der Pfarrei der Altstadt von St. Gallen. Ab 2013 war er Mitglied der Bistumsleitung und ab 2018 zudem Dekan des Dekanats St. Gallen.
Das Domkapitel von St. Gallen wählte ihn am 20. Mai 2025 zum 12. Bischof von St. Gallen. Papst Leo XIV. bestätigte die Wahl am 22. Mai 2025 und ernannte ihn gleichzeitig zum Apostolischen Administrator der beiden Appenzell, wie es auch bei seinen Vorgängern üblich war. Sein Amtsvorgänger Markus Büchel spendete ihm am 5. Juli desselben Jahres in der Stiftskirche St. Gallen die Bischofsweihe. Mitkonsekratoren waren der Apostolische Nuntius in der Schweiz, Erzbischof Martin Krebs, sowie der Sekretär der Päpstlichen Kommission für den Schutz von Minderjährigen und Weihbischof in Bogotá, Luis Manuel Alí Herrera. Sein Wahlspruch lautet In Concordiam Christi (deutsch: In Herzensverbundenheit mit Christus).